# 주검의 상자
"주검의 상자"(The Boxes of Death)는 한국에서 제작된 김기영 감독의 1955년 영화이다. 최무룡 등이 주연으로 출연하였다. 감독의 데뷔 영화이며 싱크 사운드를 사용한 최초의 한국 영화이다.

## 출연

### 주연
- 최무룡
- 강효실
- 노능걸
- 최남현